# 日本児童教育専門学校
日本児童教育専門学校（にほんじどうきょういくせんもんがっこう）とは、東京都新宿区高田馬場1-32-15にある専門学校。

保育士・幼稚園教諭を養成する。東京都知事認可。厚生労働省指定保育士養成施設。

## 運営主体
- 学校法人敬心学園グループ

## 沿革
1982年　日本児童文学専門学院として開校 

1984年　専修学校の認可校となる(学校教育第82条の2)

　　　　　　日本児童教育専門学校に校名改称

1985年　小さな親切運動宣言校となる

1987年　禁煙宣言校 

1989年　カウンセリング制度導入 

1996年　文部省の告知により「専門士」の称号付与認定校となる 

1998年　大阪芸術大学短期大学部と提携開始

　　　　 幼稚園教諭二種免許、保育士、社会福祉主事任用資格が卒業時に取得可能となる
 
2007年　設置者が学校法人敬心学園に変更

　　　　　　総合子ども学科を新設 

2008年　地域貢献のための「子育てひろば」を開設 

　　　　　　指定保育士養成施設校(総合子ども学科・保育福祉科)となる

　　　　　　夜間部保育福祉科を新設 

2014年　文部科学大臣により、「総合子ども学科」「児童教育科」「保育福祉科」が職業実践専門課程として認定される
2016年　文部科学省「専修学校版“デュアル教育”推進事業」に採択
2021年　「認定絵本士養成講座」を開設。豊岡短期大学通信教育部と提携開始

## 学科
- 総合子ども学科
- 保育福祉科（昼間コース）
- 保育福祉科（夜間主コース）

## 取得資格・免許状
- 幼稚園教諭二種免許状
  - 総合子ども学科
  - 保育福祉科※希望者のみ

- 保育士資格、認定絵本士
  - 総合子ども学科
  - 保育福祉科

## 主な出身者
- 内田かずひろ
- 丘上あい
- 森絵都
- 吉田桃子
- 岡沢ゆみ
- くぼ英樹
- 山田花菜
- なかむらしんいちろう
- 遠藤祐太郎
- いどきえり
- チャン・ヨンス
- 宮沢ゆかり
- 中井香里
- 田中絵理
- もりやゆめこ

## 所在地
- 東京都新宿区高田馬場1-32-15
- 交通アクセス　JR山手線、西武新宿線、東京メトロ東西線　高田馬場駅　戸山口徒歩2分、早稲田口徒歩5分

## グループ校
- 日本福祉教育専門学校
- 日本リハビリテーション専門学校
- 日本医学柔整鍼灸専門学校
- 臨床福祉専門学校
- 東京保健医療専門職大学